# Voronwë

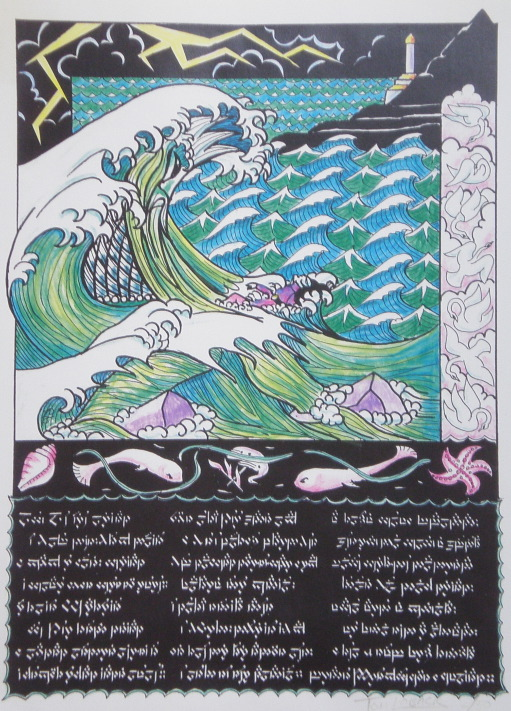
Ulmo salva a Voronwë.

En el universo imaginario de J. R. R. Tolkien y en la novela El Silmarillion, Voronwë es un elfo noldorin de la casa de Fingolfin, aunque de madre teleri, nacido en Vinyamar en la Primera Edad del Sol. Su nombre es quenya y puede traducirse como ‘el firme’.
Voronwë fue uno de los mensajeros que envió Turgon a la bahía de Balar para que Círdan construyera barcos que le permitiera al rey noldorin pedir ayuda a los valar después de la Nírnaeth Arnoediad. En su viaje, el elfo se demoró vagando por los hermosos prados de sauces de Nan-Tathren, por lo que fue el último en llegar y comandó el séptimo y último barco que partió a Valinor.
Durante siete años su barco viajó por el Belegaer tratando de encontrar el camino a la tierra de los valar. Pero esta estaba vedada a causa de la Maldición de Mandos, por lo que, cansado y presa de la locura y el terror, decidió volver. Ante la vista de la Tierra Media, terribles olas se levantaron y hundieron el barco. Sólo Voronwë sobrevivió y fue salvado por Ulmo, que hizo que una olas lo sostuvieran y arrojaran su cuerpo, suavemente, en Nevrast.
Se encontró con Tuor en Vinyamar y por indicación de este y de Ulmo, lo guio a Gondolin para que el hijo de Huor llevara un mensaje del vala a Turgon sobre la inminente caída de Gondolin. Durante un mes caminaron hacia el este siguiendo las estribaciones meridionales de las Ered Wethrin, buscando la entrada secreta en Orfal Echor a la ciudad. En el camino y cerca de la destruida Barad Eithel, en Eithel Sirion, se encontraron con la errante y enloquecida figura de Túrin Turambar, pero no lo reconocieron como tal y lo dejaron seguir vagando hacia Dor Lómin.
Voronwë sobrevivió a la caída de Gondolin y acompañó a los exiliados hasta Nimbrethil, en Arvernien. Se dice que más tarde acompañó a Tuor y a Idril en su viaje a Valinor.
- Datos: Q3267181